# Mother Earth (singel)
Mother Earth – trzeci wydany singiel gotycko-symfonicznego zespołu Within Temptation z ich drugiego albumu studyjnego Mother Earth. Mother Earth powtórzył sukces Ice Queen.

## Lista utworów
CD single (2003)
1. "Mother Earth
2. "Mother Earth (Live at Lowlands)"

CD single (2003)
1. "Mother Earth"
2. "Dark Wings"
3. "Our Farewell"

CD single (2002)
1. "Mother Earth"
2. "Bittersweet"
3. "Ice Queen"
4. "Mother Earth (Live at 013, Tilburg 2002)"
5. "Our Farewell (Live at 013, Tilburg 2002)"
6. "Mother Earth (Live at Paris, 2002)"

Mother Earth Tour
1. Mother Earth
2. Ice Queen
3. Restless
4. Caged

## Pozycje
| Kraj (2004)             | Pozycja |
| ----------------------- | ------- |
| Germany Singles Top 100 | 14      |
| Dutch Top 40            | 25      |
| Swiss Singles Top 100   | 81      |